# Rockinghamia
Rockinghamia es un género de plantas con flores perteneciente a la familia  (Euphorbiaceae). Comprende dos especies.

## Taxonomía
El género fue descrito por Herbert Kenneth Airy Shaw y publicado en Kew Bulletin 20: 29. 1966. La especie tipo es: Rockinghamia angustifolia

## Especies aceptadas
A continuación se brinda un listado de las especies del género Rockinghamia aceptadas hasta marzo de 2014, ordenadas alfabéticamente. Para cada una se indica el nombre binomial seguido del autor, abreviado según las convenciones y usos.
- Rockinghamia angustifolia (Benth.) Airy Shaw.
- Rockinghamia brevipes